# 前666年
| 千纪： | 前1千纪 |
| 世纪： | 前8世纪 \| 前7世纪 \| 前6世纪 |
| 年代： | 前690年代 \| 前680年代 \| 前670年代 \| 前660年代 \| 前650年代 \| 前640年代 \| 前630年代                                                                                       |
| 年份： | 前671年 \| 前670年 \| 前669年 \| 前668年 \| 前667年 \| 前666年 \| 前665年 \| 前664年 \| 前663年 \| 前662年 \| 前661年                                                         |
| 纪年： | 周惠王十一年 魯莊公二十八年 齊桓公二十年 晉献公十一年 秦宣公十年 宋桓公十六年 楚成王六年 衛懿公三年 陳宣公二十七年 蔡穆侯九年 曹僖公五年 郑文公七年 燕庄公二十五年 杞德公七年 |

## 大事记
- 楚国子元攻打郑国，郑无备，“县（悬）门不发”。
- 晉獻公派重耳守護蒲城、夷吾守護二屈（今山西吉縣）。
- 4月3日——巴比伦天文学家纪录当地发生的月食。